# 김사용 (독립운동가)

김사용(金四用, 1896년 7월 17일 ~ 1962년 5월 30일, 일명: 文玉, 애국지사)은 일제강점기의 독립운동가이다.
1896년 7월 17일 경상남도 의령군(宜寧郡) 지정면(芝正面) 봉곡리(鳳谷里) 747번지에서 출생하였다. 1919년 3월 14일 의령읍 항일독립만세 시위에 참가하시고 이틀 뒤 3월 16일 지정면 봉곡리 장터에서 태극기를 제작하고 배포하여 독립 만세 운동을 주도하였다. 독립선언문 낭독 후 시위 중 주동자 중 한 분으로 체포되었고, 1919년 5월 28일에 대구복심법원에서 소요죄로 징역 1년형을 선고받고 경성감옥에서 옥고를 겪었다.
1962년 5월 30일에 사망했으며, 정부에서는 공훈을 기리어 1990년 건국훈장(애족장)을 추서하였다. 묘소 소재지는 경남 의령군 지정면 태부리 산 284였다가, 1996년 10월 11일에 국립대전현충원에 이장되었다.

## 참고 문헌
- 독립기념관 한국독립운동사연구소